# 행오버 (영화)
《행오버》(영어: The Hangover)는 2009년 개봉한 미국의 코미디 영화이다. 토드 필립스가 감독하고 존 루카스, 스콧 무어가 공동 각본을 썼다. 레전더리 픽처스가 제작하고 워너 브라더스가 배급하였다. 이 영화는 행오버 3부작의 첫 번째 편이다. 브래들리 쿠퍼, 에드 헬름스, 잭 갤리퍼내키스, 헤더 그레이엄, 저스틴 바사와 제프리 탬버가 출연한다. 더그의 곧 다가오는 결혼을 축하하기 위해 라스베이거스로 향하고 총각파티 후 신랑이 사라지고 벌어지는 필 웨넥, 스투 프리스, 앨런 가너, 더그 빌링스의 이야기를 그린다. 본 촬영은 네바다주에서 15일 동안 진행되었다. 영화는 2009년 6월 5일에 개봉되었으며 평단과 상업적으로도 크게 성공을 거두웠다. 이 영화는 2009년 전 세계에서 10번째로 높은 수익을 올린 영화로 4억 6,700만 달러가 넘게 벌어 들였다.
이 영화는 골든 글로브상 영화 뮤지컬 코미디 부문 최우수 작품상 수상 외에도 여러 시상식에서 많은 수상의 영예를 안았다. 2009년 전 세계에서 10번째로 높은 수익을 올린 영화이자 미국에서 2번째로 높은 R-등급의 코미디 영화로 비벌리힐즈 코프가 25년 가까이 기록한 기록을 뛰어 넘었다. 이는 미국에서 여섯 번째로 높은 수익률을 올리는 R등급 영화이며, "패션 오브 크라이스트", "매트릭스 2: 리로디드", "아메리칸 스나이퍼", "그것", "데드풀"의 뒤를 잇는다. 속편인 "행오버 2"는 2011년 5월 26일에 개봉되었으며, 세 번째이자 마지막 편인 "행오버 3"는 2013년 5월 23일에 개봉되었다.

## 줄거리
결혼을 앞둔 친구 더그(저스틴 바사)의 '총각파티'를 위해 라스베가스로 떠난다. 그리고 술을 진탕 마시고는 다음날 일어났지만 숙소는 난장판이 됐다. 뿐만 아니라 신랑 더그는 행방불명. 전날 기억을 더듬지만 아무것도 떠올리지 못하는 친구들. 결국 필(브래들리 쿠퍼), 신부의 오빠 앨런(잭 갤리퍼내키스), 스투(에드 헬름스)는 '잃어버린 기억'과 없어진 더그를 찾아 나선다.

## 출연진
- 브래들리 쿠퍼 - 필 웨넥
- 에드 헬름스 - 스튜 프라이스
- 잭 갤리퍼내키스 - 앨런 가너
- 저스틴 바사 - 더그 빌링스
- 헤더 그레이엄 - 제이드
- 사샤 바레즈 - 트레이시 빌링스
- 제프리 탬버 - 시드 가너
- 산드라 커리 - 린다 가너
- 켄 정 - 레슬리 차우
- 레이철 해리스 - 멀리사
- 마이크 타이슨 - 본인
- 마이크 엡스 - 흑인 더그
- 롭 리글 - 프랭클린 경관
- 클레오 킹 - 가든 경관
- 브라이언 캘런 - 에디
- 맷 월시 - 밸시 의사
- 이언 앤서니 데일 - 차우 부하 1
- 마이클 리 - 차우 부하 2
- 질리언 비그먼 - 필의 아내
- 나탈리 페 - 리사